# Guillermo Teillier
Guillermo León Teillier del Valle, né le 29 octobre 1943 à Santa Bárbara (Chili) et mort le 29 août 2023 à Santiago (Chili), est un homme politique chilien, président du Parti communiste du Chili de 2005 à sa mort, élu député en décembre 2009 dans la circonscription no 28 (Lo Espejo, Pedro Aguirre Cerda et San Miguel).

## Biographie
Guillermo Teillier adhère en 1958 aux Jeunesses communistes (JC), devenant secrétaire régional des JC à Temuco, Valdivia et Lota, où il se trouve en septembre 1973 lors du coup d'État de Pinochet. En juin 1974, il est arrêté par l'armée. Libéré par la suite, il reprit clandestinement les activités militantes dès 1978. En 1985, en tant que chef de la Commission militaire du PCCh, il participe aux livraisons d'armes venues de Cuba, dont celle, ratée, dite de Carrizal Bajo (es) (1986). Ces armes furent utilisées pour l'attentat contre Pinochet de septembre 1986. 
En 1988, Guillermo Teillier devient membre de la Commission politique du PCCh, puis est élu son secrétaire général en 2002. Trois ans plus tard, à la mort de Gladys Marín, il est élu président du parti, et réélu lors du XXIIIe Congrès du PC en novembre 2006. Il se présente aux élections de 2005 (es) dans la 46e circonscription, arrivant quatrième avec 13,70 % des voix (13 381) contre 29,58 % pour le socialiste Manuel Monsalve Benavides (28 888) et 24,42 % pour le candidat de droite (UDI), Ignacio Balbontín Arteaga. L'année suivante, il assiste à l'inauguration du monument commémorant le Caso Degollados de 1985.
Le secrétaire général du PC, Lautaro Carmona, annonce le 26 septembre 2008 que Guillermo Teillier serait candidat à la présidentielle de 2009-2010, mais finalement c’est Jorge Arrate qui est choisi. Guillermo Teillier est toutefois élu, ainsi que deux autres communistes, lors des élections législatives de décembre 2009. Il arrive en tête, obtenant 33,53 % des voix (48 886) contre 21,80 % pour le second candidat élu, Pedro Pablo Browne Urrejola (RN, droite). C'est alors la première fois depuis les années 1970 que des communistes siègent à l'Assemblée.

## Publications
- De academias y subterráneos, Sociedad de Escritores de Chile
- Carrizal, el año decisivo, Centro de Arte y Cultura Delia del Carril